# Aneurisma de aorta
Un aneurisma de aorta es una dilatación localizada que produce una debilidad en la pared de la arteria. En niveles más profundos, se puede decir que en la mayoría de las ocasiones se debe a cambios degenerativos ateroscleróticos, que se manifiestan en un importante adelgazamiento de la capa muscular media. Esta razón corresponde al 90 por ciento de los casos.
El resto tiene su explicación en defectos en la construcción proteica de la pared aórtica, en traumatismos, infecciones, necrosis quísticas de la media, arteritis, conectivopatías y disecciones. Un ejemplo es el aneurisma de aorta abdominal.

## Causas
La arteria aorta tiene un calibre decreciente desde su nacimiento hasta su bifurcación en las arterias ilíacas. Esta diferencia provoca una mayor presión tangencial a la altura de la aorta infrarrenal. Asimismo, a este nivel existen menos capas de fibras elásticas en la pared y menor elasticidad. Por último, los denominados "vasa vasorum" están casi ausentes en los niveles infrarrenales. Todos estos factores, en conjunción con otras alteraciones, terminan por favorecer la generación de aneurismas.
Se ha asociado la formación de los aneurismas con la hipertensión, el tabaquismo y la aterosclerosis, aunque estudios epidemiológicos parecen indicar que esta última y los aneurismas son procesos coincidentes, pero no similares. Otras etiologías se asocian a alteraciones genéticas relacionadas con degeneraciones de la matriz estructural de la elástica y del colágeno de la pared aórtica.

## Historia
Para encontrar antecedentes de tratamientos de aneurismas aórticos similares a los actuales hay que remontarse al año 1951. Sin embargo, ya en el siglo XVI Vesalius había hecho las primeras descripciones de esta patología. Cuatro siglos después, en la década de 1920, Matas consiguió éxitos terapéuticos, haciendo ligaduras con buen resultado. A mediados del siglo pasado, algunos especialistas pudieron ocluir aneurismas con la inserción de alambres en su interior. Otra técnica era rodear el cuello y la cara anterior del aneurisma con elementos que produjeran reacciones inflamatorias y detuvieran el progreso.

## Tipos de aneurismas
Los aneurismas de la aorta se clasifican según la clasificación de Crawford (ver tabla).
| tipo | afectación aorta torácica  | afectación aorta abdominal     |
| I    | tercio sup aorta torácica  | hasta tercio sup abdominal     |
| II   | afecta aorta torácica      | aorta infrarrenal              |
| III  | afecta tercio inf torácica | hasta abdominal distal         |
| IV   | no hay afectación          | confinado a la aorta abdominal |

Los aneurismas de aorta infrarrenal (tipo IV de la clasificación de Crawford) son los más habituales. En general se originan debajo de las arterias renales y se prolongan hasta la bifurcación aórtica. En algunos casos, puede llegar a extenderse hasta las arterias ilíacas.
Con menor frecuencia se producen los aneurismas de aorta torácica. Se los llama también como de seno de Valsalva. En la mitad de los individuos con aneurisma de aorta torácica, la causa es el Síndrome de Marfan.

## Alcance
El aneurisma de aorta se trata de una patología frecuente asociada al envejecimiento y a hábitos higiénicos y dietéticos inadecuados. Es más común en varones en una proporción de cuatro a uno. La prevalencia estimada es de entre el 2 y el 5 por ciento de los varones mayores de 60 años. Esto, extrapolado a la población de España, por ejemplo, se traduce en unas 150 mil personas portadoras de un aneurisma de aorta con riesgo de morbimortalidad.
La rotura de un aneurisma se presenta en siete de cada 100 personas, y es la décima causa de mortalidad en hombres mayores de 55 años.
Décadas atrás, el diagnóstico sólo se hacía a partir de los 70 años. Sin embargo, nuevas técnicas radiológicas ha posibilitado adelantarlo en 10 o 20 años.

## Diagnóstico y detección
Los aneurismas aórticos más leves no producen síntomas. Tanto es así que en un 75 por ciento de los casos son totalmente asintomáticos al ser diagnosticados. Cuando el aneurisma es ya importante, se produce una compresión interna que puede causar disneas, fatiga y dolor irradiado hacia el abdomen. En estos casos, la simple palpación de una masa pulsátil epigástrica puede levantar sospechas de su presencia. 
Asimismo, los casos sintomáticos suelen presentar también dolor lumbar difuso y vago. Esto estaría relacionado con la compresión de la cara anterior de los cuerpos vertebrales lumbares. Asociado a esto, podrían aparecer síntomas gastrointestinales, como sensación de plenitud, náuseas y pérdida de peso. Todo esto puede deberse a compresiones intestinales, comúnmente en el duodeno. 
Pero con frecuencia el aneurisma no se diagnostica hasta que se produce una ruptura. En estos casos se presenta la tríada de shock, dolor abdominal o de espalda y masa pulsátil epigástrica. El shock puede ser mínimo o estar ausente, dependiendo del grado de hemorragia inicial. En estos casos el dolor no es vago, sino intenso, constante y no varía con la posición. Es también común la irradiación hacia los genitales. Menos frecuente es la ruptura hacia el duodeno (fístula aorto-entérica) o hacia la vena cava inferior (fístula aorto-cava).

### Estudios radiológicos
El diagnóstico por palpación en el abdomen suele provocar falsos positivos y negativos. Por esto, es imprescindible confirmar la sospecha clínica con otros métodos. El eco-doppler es muy importante. Puede completarse con una TAC o un angiotac de toda la aorta toracoabdominal. Así se podrá valorar con mayor precisión el comienzo y fin del aneurisma, y su relación con las estructuras vecinas y con las arterias viscerales. 
Otra técnica que aporta información similar es la Resonancia magnética. También la arteriografía, aunque sólo estaría indicada rutinariamente cuando existe clínica de enfermedad arterial obstructiva asociada, deterioro de la función renal, soplos abdominales inexplicables, sospecha de isquemia mesentérica, hipertensión vásculo-renal, presunción de extensión suprarrenal del aneurisma o evidencia de riñón en herradura.
Pruebas diagnósticas habituales:
Puede recurrirse a la ecocardiografía, la gamagrafía cardiaca y el cateterismo cardiaco. (Nuevo manual de la enfermería, Grupo Océano, ISBN 978-84-7841-083-5, pag-147)

## Pronóstico y complicaciones
Si no son tratados, los aneurismas tienden a volverse progresivamente más grandes. Aunque el ritmo de crecimiento preciso es impredecible en cada individuo, se calcula un aumento medio de aproximadamente 0,4 centímetros por año. El riesgo para la salud resulta de la potencial ruptura, que causa una masiva hemorragia interna.

## Tratamientos
Hay que tener muy en cuenta que si el riesgo de muerte por rotura es superior a la morbimortalidad asociada a la propia cirugía, el tratamiento aconsejado para un aneurisma es la cirugía.
En este sentido, el riesgo por rotura está directamente asociado con el diámetro del aneurisma. Por ejemplo, la supervivencia a cinco años de aneurismas menores de seis centímetros es del 48 por ciento, frente a sólo un 6 por ciento de los iguales o mayores a seis centímetros.
En los pacientes diagnosticados de un aneurisma de aorta, el 35 por ciento de las muertes se debe a roturas (16 por ciento en menores de 6 cm y 51 por ciento en mayores de 6 cm), seguido de un 17 por ciento de muertes por enfermedad coronaria.

### Cirugía: cuándo operarse y riesgos
Dicho esto, y teniendo en cuenta los altos porcentajes de rotura (y muerte), el tratamiento aconsejado es el quirúrgico. En el quirófano, el riesgo de muerte perioperatoria oscila entre el 1 y el 10 por ciento, dependiendo de la edad del afectado, de las enfermedades que pueda padecer y de la técnica quirúrgica utilizada. 
Si el aneurisma es sintomático, el porcentaje asciende al 18 por ciento y, si se trata de un aneurisma que ha colapsado, los fallecimientos ascienden a más del 40 por ciento de los que llegan al quirófano.
Se consideran factores negativos para los buenos resultados quirúrgicos la presencia de enfermedad cardiaca, aterosclerosis en otras zonas del cuerpo, hipertensión mal controlada, insuficiencia renal con creatinina superior a 3,5, enfisema o Epoc y obesidad mórbida.

### En qué consiste la cirugía abierta
El tratamiento quirúrgico consiste en lo siguiente: 
- Abordar el aneurisma por medio de una incisión abdominal, ya sea atravesando el peritoneo (laparotomía) o rodeándolo (retroperitoneal).
- Disección del cuello del aneurisma y de las arterias ilíacas.
- Clampaje de la aorta e ilíacas.
- Apertura del saco del aneurisma y sustitución por una prótesis sintética recta o bifurcada cosida a los segmentos sanos arteriales, por encima y por debajo del aneurisma. 
La cirugía se realiza bajo anestesia general y, luego, es necesario un control posoperatorio en una unidad de terapia intensiva por, al menos, 24 horas.
Es clave destacar que al abordaje retroperitoneal se le atribuyen una serie de ventajas peri y postoperatorias, como son: evitar la manipulación intestinal, mantener la integridad del peritoneo posterior evitando posibles fístulas aortoduodenales, mejor control del cuello del aneurisma, menor dolor abdominal posoperatorio y menor repercusión respiratoria que la laparotomía media.

## Avances en el diagnóstico y el tratamiento
En los últimos años se han producido interesantes mejoras en todos los aspectos relacionados con el tratamiento de los aneurismas. Por un lado, el diagnóstico precoz permite adelantar en casi una década su descubrimiento, evitando la rotura. Por otro, las técnicas ecográficas tienen una sensibilidad y especificidad muy altas, lo que posibilita detectar una enfermedad coronaria grave y tomar las medidas terapéuticas necesarias.
Además, también en el campo de la anestesia se han producido grandes cambios: se enfoca el procedimiento anestésico como si todos los enfermos fueran coronarios y se utiliza simultáneamente un catéter epidural asociado a la anestesia general.

## El tratamiento endovascular, una alternativa
El gran avance de las últimas dos décadas ha sido el tratamiento endovascular de los aneurismas, que es una alternativa a la cirugía abierta, realizada por grupos de radiólogos intervencionistas y cirujanos vasculares. La técnica consiste en la colocación, a través de una arteria femoral, de un introductor que llega hasta el mismo cuello del aneurisma y permite desplegar un stent recubierto que sella el aneurisma y se ancla en una de las arterias iliacas. Posteriormente, a través de la femoral contralateral, se introduce una segunda endoprótesis que se encaja con la anterior. 
Es pertinente remarcar que, cumpliendo estrictamente los requisitos morfológicos para implantar una endoprótesis, sólo en el 60-70 por ciento de los pacientes puede realizarse esta técnica.

### Ventajas de este tratamiento
- La posibilidad de realizarla en pacientes de alto riesgo, con menor morbimortalidad.
- El tiempo medio de la cirugía es más corto que la cirugía abierta.
- Se utiliza menos cantidad de sangre. Es más, en algunos casos no es necesaria.
- No requiere anestesia general y la internación postoperatoria suele ser inferior a las 72 horas. El paciente tampoco debe estar 24 horas en cuidados intensivos.
- El posoperatorio es menos doloroso y la recuperación más rápida.

### Posibles desventajas
- Es necesaria aparatología radiológica digital en quirófano.
- Un 3 por ciento de los casos fracasa en el intento de colocación y debe hacerse una cirugía abierta.
- Un 20 por ciento de los casos tiene complicaciones a medio plazo por “fugas”.
- No disminuye la mortalidad media, salvo en el grupo de mayores de 75 años y de paciente con enfermedades severas asociadas.
- Se desconoce el efecto del tiempo sobre la fatiga del material que se implanta. Tampoco se sabe cómo afectarán los cambios morfológicos en el cuello del aneurisma (con la endoprótesis implantada) en pacientes jóvenes y con larga esperanza de vida.
- El valor monetario de la endoprótesis es elevado.